# Benedykivci
Benedykivci, česky Benedikovce (ukrajinsky Бенедиківці, maďarsky Benedeki) jsou ves na Ukrajině, v Zakarpatské oblasti, v okrese Mukačevo, ve vesnické komunitě Velyki Lučky, v obci Rakošino. V roce 2024 zde žilo 724 obyvatel.

## Historie
První písemná zmínka o vsi pochází z roku z roku 1340, kdy byla ves založeno třemi syny Olodara Benedika z Vardy. V období mezi světovými válkami byla ves (pod názvem „Benedikovce“) součástí první československé republiky.